# Poliodes roseicornis
Poliodes là một chi bướm đêm thuộc họ Sphingidae, gồm một loài Poliodes roseicornis, được tìm thấy ở dry bush in Ethiopia, Somalia và Kenya.
Chiều dài cánh trước là 20–22 mm đối với con đực và 28–30 mm đối với con cái. Thân màu xám.